# Denis Kapustin
Denis Viktorovitj Kapustin (ryska: Денис Викторович Капустин), född den 5 oktober 1970 i Kazan, Ryska SSR, är en rysk före detta friidrottare som tävlade i tresteg.
Kapustin deltog vid VM i Stuttgart 1993 där han slutade på en sjätte plats. Han stora genombrott kom när han vann guld vid EM i Helsingfors 1994 med ett hopp på 17,62. 
Vid VM 1995 blev han utslagen redan i försöken och vid VM 1997 slutade fyra trots ett hopp på 17,59. Vid EM 1998 hoppade han 17,45 vilket räckte till en silvermedalj bakom Jonathan Edwards. Efter att ha slutat nia vid VM 1999 blev han bronsmedaljör vid Olympiska sommarspelen 2000 efter ett hopp på 17,46.

## Personliga rekord
- Tresteg - 17,65 meter